# 和声大调
将自然大调的六级音降低半音得到的音阶就是和声大调。
例如C和声大调的音阶就是：C-D-E-F-G-A♭-B-C

## 与其他调式的联系
自然大调降低六级音便可得到和声大调。
和声小调升高三级音便可得到和声大调。
同主音的和声大调与和声小调互为负和声调式。

## 和声大调三和弦
由于降低了音阶的第VI级，它的IV级和II级和弦就与同主音小调一样，s成了小三和弦；sII成了减三和弦，而且只用六级和弦（与小调一样）。
| 和弦名称     | 斯波索宾和声标记          | C和声大调       | c小调                           |
| ------------ | ------------------------- | --------------- | ------------------------------- |
| 下属和弦     | s                         | <f' aes' c''>   | {\key c \minor <f' aes' c''>}   |
| 下属六和弦   | s6                        | <f'' aes' c''>  | {\key c \minor <f'' aes' c''>}  |
| 下属四六和弦 | s{\displaystyle _{4}^{6}} | <f'' aes'' c''> | {\key c \minor <f'' aes'' c''>} |
| 二级六和弦   | sII₆                      | <f' aes' d''>   | {\key c \minor <f' aes' d''>}   |

VI级增三和弦很少用，因此我们在这里不讲它（但在分析中可能遇到，如达尔戈梅斯基的浪漫曲《九级文官》以及穆索尔斯基的歌剧《索洛钦集市》中的戈帕克舞曲等）。
在功能进行中使用这些和弦的条件与在自然大调中一样。
S与SII和弦可以直接使用降低的VI级。
或者用在自然大调的S组和弦之后这时一个声部作半音下行，从VI级进行到降VI级。

## 对斜关系
半音进行如果发生在从一个声部转到另一个声部之间（在同一个八度，特别是在不同的八度时）就构成了对斜关系，这在学习过程中是禁止的。

## 应用
和声大调的下属组各和弦自然可以用在结构内部（有时是在经过的T{\displaystyle _{4}^{6}}或T6之间），但也可以用在补充的变格终止中。

## 小下属和弦到D功能组各和弦的进行
小下属和弦以及sII六和弦按照我们已知的声部进行规制也可进行到属功能组的各和弦以及终止的四六和弦，方法与和声小调相同。